# Indigofera helmsii
Indigofera helmsii är en ärtväxtart som beskrevs av Peter G.Wilson. Indigofera helmsii ingår i släktet indigosläktet, och familjen ärtväxter. Inga underarter finns listade i Catalogue of Life.